# Psiloxylon mauritianum
Psiloxylon mauritianum är en myrtenväxtart som först beskrevs av Louis Bouton och Joseph Dalton Hooker, och fick sitt nu gällande namn av Henri Ernest Baillon. Psiloxylon mauritianum ingår i släktet Psiloxylon och familjen myrtenväxter. Inga underarter finns listade i Catalogue of Life.

## Bildgalleri

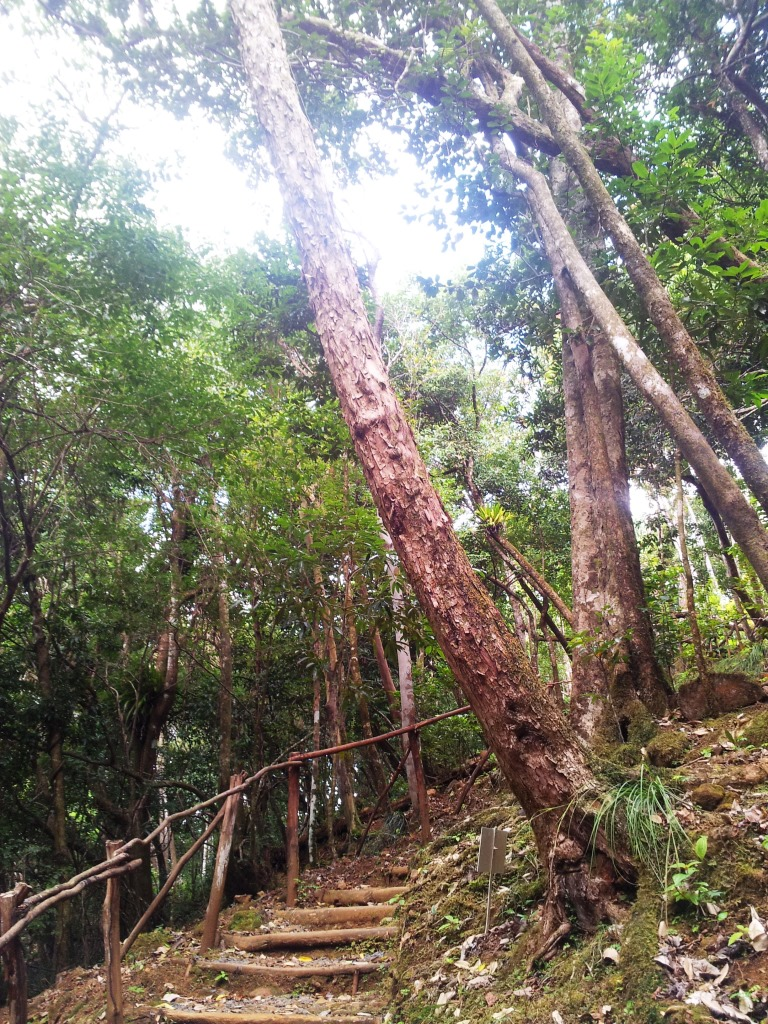
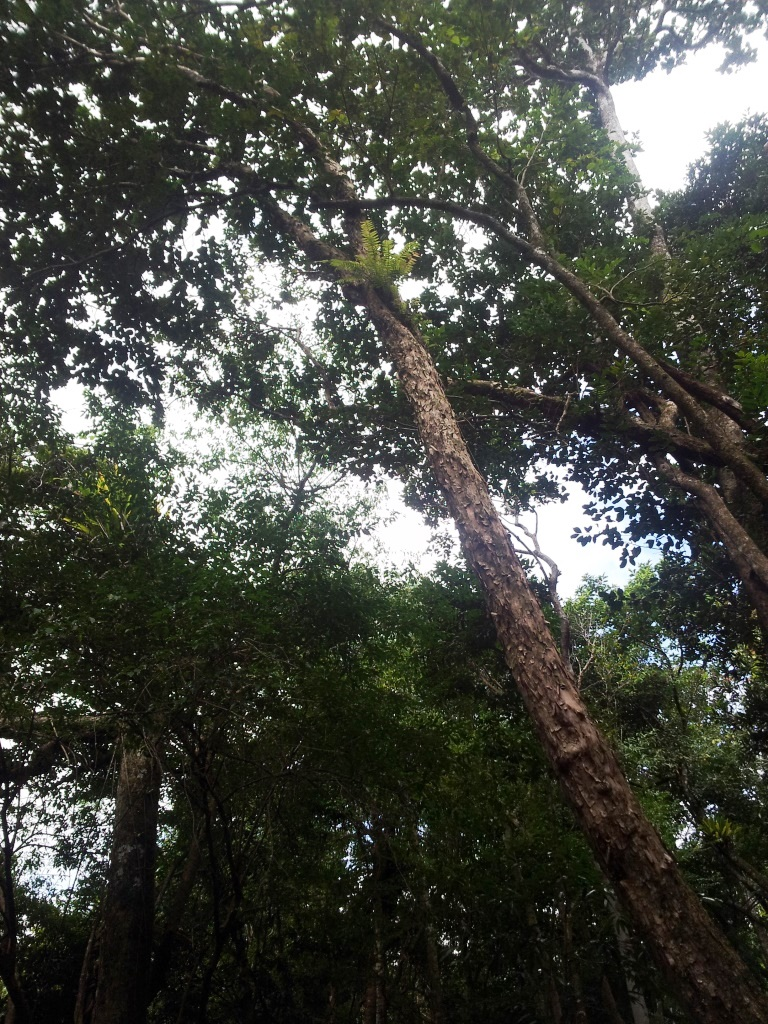